# Эберхард I (граф Марка)
Эберхард I (1250/55 — 4 июля 1308) — граф фон дер Марк с 1277 года, фогт в Эссене с 1288 года.

## Биография
Старший сын Энгельберта I и его первой жены Кунигунды фон Блискастель.
Враждовал с архиепископом Кёльна Зигфридом фон Вестербургом. В 1288 году во главе отряда участвовал в битве при Воррингене, в которой архиепископ потерпел поражение. После этого Эберхард I захватил Верль и Нойе Изенбург и получил фогство в Эссене.
В 1301 году основал город Бергнойштадт.

## Семья
Первая жена (брачный контракт от 28.01.1273) — Ирмгарда фон Берг (ум. 22 марта 1294), дочь Адольфа V, графа фон Берг. Дети:
- Энгельберт II (ум. 18 июля 1328), граф фон дер Марк
- Маргарета (ум. после 1327), муж — граф Герхард фон Катцельнбоген
- Адольф (1288—1344), с 1313 епископ Льежа
- Ирмгарда
- Катерина, аббатиса в Фрёнденберге
- Конрад (1294 — 14 марта 1353), основатель монастыря Кларенберг (1339)
- Кунигунда, муж — Дитрих фон Хейнсберг, граф Лооза и Шини.

В 1298 году после смерти тестя Эберхард I отказался от всех притязаний на графство Берг в пользу Вильгельма V — брата покойного.
Вторая жена — Мария де Лооз. От неё дети:
- Энгельберт (ум. после 1362), сеньор Ловерталя (в Эно)
- Йоханна (ум. после 1358), муж — Филипп II, сеньор фон Вильденберг
- Рихардис, муж — Йоханн III, сеньор фон Райфершайд.